# 19 avril
Pour les articles homonymes, voir Dix-Neuf-Avril.
19 mars 19 mai
Chronologies thématiques
- Croisades
- Ferroviaires
- Sports
- Disney
- Anarchisme
- Catholicisme

Abréviations / Voir aussi
- (° 1852) = né en 1852
- († 1885) = mort en 1885
- a.s. = calendrier julien
- n.s. = calendrier grégorien
- Calendrier
- Calendrier perpétuel
- Liste de calendriers
- Naissances du jour

Le 19 avril est le 109e jour, moins souvent le 110e, de l'année du calendrier grégorien ; il en reste ensuite 256.
Son équivalent était généralement le 30e et dernier jour du mois de germinal dans le calendrier républicain ou révolutionnaire français, officiellement dénommé jour du greffoir (l'outil agricole).

## Événements

### Iersiècle
- 65 : échec de la conjuration de Pison visant à assassiner Néron.
- 69 : Vitellius devient empereur romain.

### VIesiècle
- 531 : bataille de Callinicum.

### XIesiècle
- 1012 : Alphège de Cantorbéry est tué par des Vikings.

### XIVesiècle

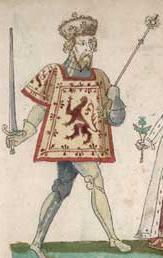
Robert II d'Écosse

- 1314 : exécutions de Gauthier et Philippe d’Aunay.

### XVIesiècle
- 1506 : début du massacre de Lisbonne.

### XVIIesiècle
- 1677 : fin du siège de Cambrai.

### XVIIIesiècle
- 1713 : la Pragmatique Sanction donne l'Autriche à Marie-Thérèse.
- 1770 : Louis XVI épouse Marie-Antoinette d'Autriche, dans un mariage par procuration.
- 1775 : batailles de Lexington et Concord, et début du siège de Boston (guerre d'indépendance des États-Unis).
- 1793 : bataille de Vezins, pendant la guerre de Vendée.
- 1796 : bataille de Saint-Hilaire-des-Landes, pendant la Chouannerie.

### XIXesiècle
- 1809 : 
  - bataille de Tann, entre les troupes françaises de Louis Nicolas Davout, victorieuses, et autrichiennes.
  - Bataille de Raszyn, entre les Polonais de Joseph-Antoine Poniatowski, et les Autrichiens de Ferdinand Charles Joseph d'Autriche-Este.
- 1825 : insurrection des Treinta y Tres Orientales.
- 1839 : signature du traité des XXIV articles, à Londres, entre la Belgique et les Pays-Bas.
- 1861 : émeute de Baltimore.

### XXesiècle
- 1934 : Citroën lance la « 7 », première "traction avant", produite au rythme de 700 voitures par jour.
- 1943 : soulèvement du ghetto de Varsovie.
- 1956 : mariage de Grace Kelly, et du prince Rainier III de Monaco.
- 1958 : création du Jeu des mille francs, diffusé à l'antenne de France Inter.
- 1960 :
  - Pho Proeung est nommé Premier ministre du Cambodge.
  - révolution d'avril en Corée du Sud.
- 1971 : Siaka Stevens met en place un régime à parti unique au Sierra Leone.
- 1973 : fondation du Parti socialiste du Portugal.
- 1984 : adoption de l'hymne national australien Advance Australia Fair.
- 1989 : explosion de la tourelle numéro 2 de l'USS Iowa.
- 1993 : épilogue du Siège de Waco aux États-Unis
- 1995 : attentat d'Oklahoma City.
- 2000 : le vol 541 Air Philippines s'écrase près de Davao, faisant 131 morts.

### XXIesiècle
- 2002 : accord de Sun City, sur la deuxième guerre du Congo.
- 2005 : le cardinal Joseph Ratzinger devient le 265e pape, et le premier pape allemand depuis 482 ans, sous le nom de Benoît XVI.
- 2014 : libération de quatre journalistes français (Didier François, Édouard Elias, Nicolas Hénin et Pierre Torrès), retenus en otages en Syrie depuis juin 2013.
- 2015: le naufrage d'un chalutier chargé de migrants, au large de la Libye, fait plus de 800 morts.
- 2018 : 
  - Miguel Díaz-Canel succède à Raúl Castro démissionnaire et devient président de la république de Cuba.
  - Le roi Mswati III du Swaziland annonce son intention de vouloir rendre à son pays son nom originel d'eSwatini à l'occasion de ses 50 ans ci-après.
- 2021 : à Cuba, Miguel Díaz-Canel est élu premier secrétaire du Parti communiste du pays[2].
- 2024 : en Inde, début des élections législatives, organisées jusqu'au 1er juin[3].

## Arts, culture et religion
- 1987 : première apparition des Simpson dans The Tracey Ullman Show.
- 2005 : élection du pape Benoît XVI (voir 16 avril).

## Sciences et techniques
- 1932 : le physicien Robert Goddard fait voler la première fusée stabilisée par gyroscope et volets.
- 1971 : mise sur orbite de Saliout 1 la première station spatiale.
- 2017 : l’astéroïde géocroiseur / binaire à contact 2014 JO25 dont chaque composante mesure 650 mètres de diamètre passe à 1,8 million de kilomètres de la Terre.
- 2021 : l'hélicoptère Ingenuity est le premier engin motorisé à effectuer un vol stationnaire dans l'atmosphère de Mars[4].
- 2023 :  le CEA et le CNRS annoncent la découverte d'un nouveau phylum de virus planctoniques : les mirusvirus[5].

## Économie et société
- 1956 : tremblement de terre à Albolote en Espagne (11 morts).
- 1993 : fin du siège de Waco au Texas (États-Unis) provoquant 86 morts d'une secte qui s'immolent.
- 1999 : incendie de la paillote Chez Francis en Corse sur ordre alors caché du préfet Bernard Bonnet (ce qui ne sera officialisé par un jugement que bien plus tard).
- 2015 : une embarcation transportant environ 730 migrants clandestins fait naufrage à une centaine de kilomètres des côtes libyennes.
- 2020 : la tuerie à la chaîne commencée la veille en Nouvelle-Écosse au Canada entraîne vingt-trois morts et deux blessés[6].
- 2021 : semaine européenne de la vaccination jusqu'au 25 avril[7].

## Naissances

### XVIIesiècle
- 1603 : Michel Le Tellier, homme d'État français († 30 octobre 1685).
- 1658 : Jean-Guillaume de Neubourg-Wittelsbach, prince-électeur du Palatinat († 8 juin 1716).
- 1665 : Jacques Lelong, bibliographe français († 13 août 1721).
- 1686 : Vassili Tatichtchev, homme d'État russe († 26 juillet 1750).

### XVIIIesiècle

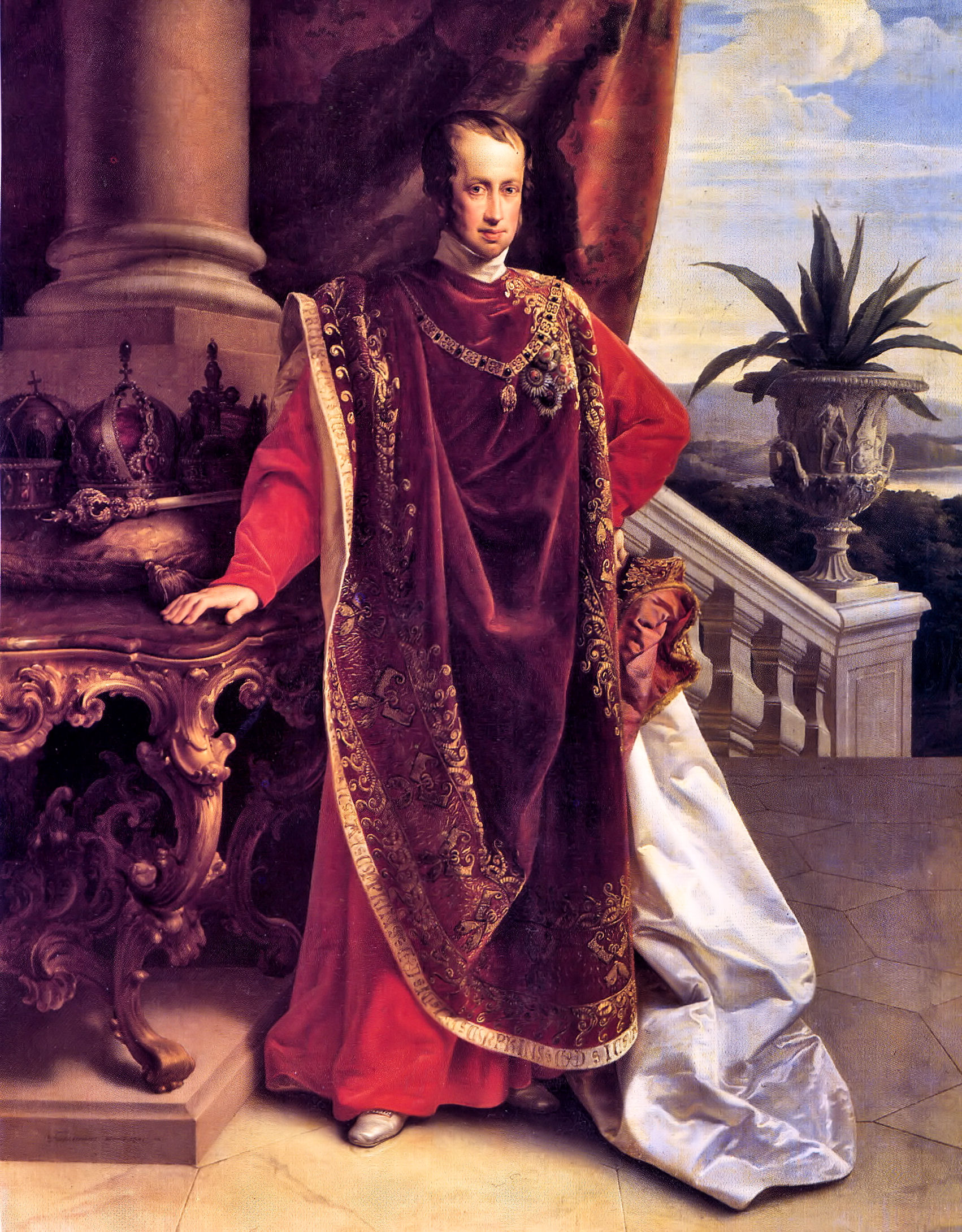
Ferdinand Ier d'Autriche

- 1721 : Roger Sherman, homme politique américain († 23 juillet 1793).
- 1749 : Jean-Baptiste Michel Durand, général d'armée français († 19 juin 1830).
- 1752 : Frédérique Brion, écrivaine française puis allemande († 3 avril 1813).
- 1754 : François Xavier Lanthenas, homme politique français († 2 janvier 1799).
- 1757 : Edward Pellew, amiral britannique († 23 janvier 1833).
- 1785 : Alexandre-Pierre-François Boëly, compositeur français († 27 décembre 1858).
- 1786 : Félix-Louis de Narp, militaire français († 1844).
- 1793 : Ferdinand Ier, empereur d'Autriche († 29 juin 1875).
- 1795 :
  - Christian Gottfried Ehrenberg, naturaliste et zoologiste allemand († 27 juin 1876).
  - Jean-Charles-Joseph Rémond, peintre français († 9 juillet 1875).

### XIXesiècle
- 1814 : Amédée Achard, romancier français († 25 mars 1875).
- 1832 : José de Echegaray, dramaturge espagnol, prix Nobel de littérature 1904 († 14 avril 1916).
- 1834 : Adolphe Orain, historien et folkloriste français († 27 avril 1918).
- 1836 : Ferdinand Cheval dit « le facteur Cheval », architecte autodidacte naïf français († 19 août 1924)
- 1838 : « El Gordito » (Antonio Carmona y Luque dit), matador espagnol († 30 octobre 1920).
- 1849 : Leona Florentino, poétesse des Philippines († 4 octobre 1884).
- 1854 : Charles Angrand, peintre néo-impressionniste français († 1er avril 1926).
- 1870 : Vera Gedroitz, princesse lituanienne devenue médecin chirurgienne, poétesse et écrivaine († mars 1932).
- 1874 : Jane Poupelet, sculptrice et dessinatrice française († 17 octobre 1932).
- 1877 : Ole Evinrude (en), inventeur et industriel américain d’origine norvégienne († 12 juillet 1934).
- 1883 : Richard von Mises, savant et ingénieur autrichien († 14 juillet 1953).
- 1891 : Françoise Rosay, actrice française († 28 mars 1974).
- 1892 : Germaine Tailleferre, compositrice française du Groupe des six († 7 novembre 1983).
- 1897 : Charles Barraud, peintre suisse († 29 janvier 1997).
- 1900 :
  - Richard Hughes, romancier britannique († 28 avril 1976).
  - Roland Michener, homme politique canadien († 6 août 1991).

### XXesiècle

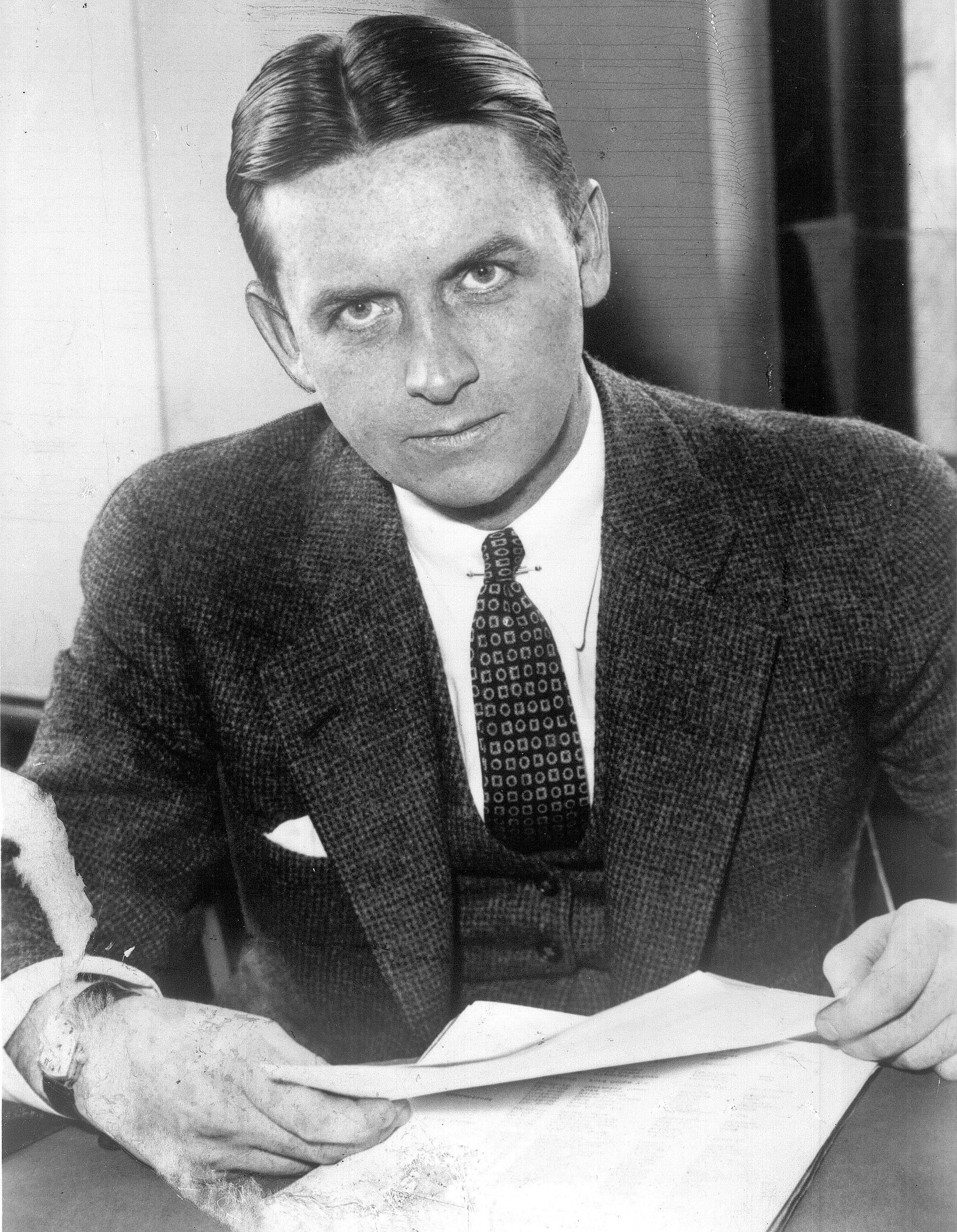
Eliot Ness

- 1903 : Eliot Ness, agent du département du Trésor des États-Unis, chef de l'équipe des Incorruptibles († 16 mai 1957).
- 1905 : Charles Ehresmann, mathématicien français († 22 septembre 1979).
- 1910 : Jean Giroud, organiste et compositeur français († 31 janvier 1997).
- 1912 : Glenn Theodore Seaborg, physicien américain, prix Nobel de chimie 1951 († 25 février 1999).
- 1913 : Karl Rawer, physicien allemand († 17 avril 2018).
- 1914 : Ugo Poletti, prélat italien († 25 février 1997).
- 1917 : Sven Hassel, écrivain danois († 21 septembre 2012).
- 1919 : 
  - Hubert de Lapparent, un temps doyen des acteurs français († 14 septembre 2021).
  - Pierre Citron, musicologue et universitaire français († 10 novembre 2010).
- 1920 : Edgard Tupët-Thomé, militaire français, compagnon de la Libération († 9 septembre 2020).
- 1921 : 
  - Roger Bocquet, footballeur suisse († 10 mars 1994).
  - Michel Klein, vétérinaire et animateur de télévision français devenu centenaire.
  - Roberto Tucci, prélat italien († 14 avril 2015).
- 1922 : Erich Hartmann, pilote de chasse allemand († 20 septembre 1993).
- 1923 : 
  - Jeannine Worms, dramaturge et femme de lettres française († 28 avril 2006).
  - Una Mulzac, libraire américaine († 21 janvier 2012).
- 1925 :
  - Hugh O'Brian, acteur américain († 5 septembre 2016).
  - Iwao Takamoto, dessinateur et réalisateur de films d’animation américain d’origine japonaise († 8 janvier 2007).
- 1927 : Louis de Santis, acteur québécois.
- 1928 : William Klein, photographe, cinéaste et scénariste franco-américain.
- 1930 :
  - Lucien Bianco, sinologue français.
  - Dick Sargent, acteur américain († 8 juillet 1994).
- 1932 : Fernando Botero, peintre colombien.
- 1933 : Jayne Mansfield, actrice américaine († 29 juin 1967).
- 1934 : Jean Ziegler, écrivain suisse.
- 1935 :
  - Régent Lacoursière, nageur de longue distance québécois.
  - Dudley Moore, acteur, compositeur et scénariste britannique († 27 mars 2002).
  - Justin Francis Rigali, prélat américain.
- 1936 : Wilfried Martens, homme politique belge († 9 octobre 2013).
- 1937 : Elinor Donahue, actrice américaine.
- 1939 : 
  - Ali Khamenei (علی خامنه ای en persan), ayatollah iranien, président de la République puis guide suprême de la révolution islamique d'Iran.
  - Christopher Miles, réalisateur britannique.
  - Marc Simenon, réalisateur et scénariste français († 24 octobre 1999).
- 1940 : Bobby Russell, chanteur et compositeur américain († 19 novembre 1992).
- 1941 : 
  - Roberto Carlos, chanteur brésilien.
  - Joseph Bessala, boxeur, premier médaillé olympique camerounais († 24 avril 2010).
- 1942 : 
  - Alan Price, chanteur britannique du groupe The Animals.
  - Larry Ramos (en), guitariste et chanteur américain du groupe The Association († 30 avril 2014).
- 1943 : Eve Graham (en), chanteuse écossaise du groupe The New Seekers.
- 1944 : Yves-Marie Maurin, acteur français († 14 juin 2009).
- 1946 : Tim Curry, acteur britannique.
- 1947 :
  - Claude Laverdure, auteur de bandes dessinées belge († 17 août 2020).
  - Paul-François de Nadaï, joueur de rugby à XIII français († 14 avril 2017).
  - Murray Perahia, pianiste et chef d’orchestre américain.
  - Mark Volman (en), guitariste, chanteur et compositeur américain du groupe The Turtles.
- 1948 : Évelyne Dhéliat, speakerine puis présentatrice française de météorologie télévisée.
- 1949 : 
  - Paloma Picasso, styliste franco-espagnole fille de Pablo.
  - Joachim Sauer, professeur d'université allemand et époux d'Angela Merkel.
- 1950 : Jacques Herzog, architecte suisse.
- 1951 : Pierre Lemaître, écrivain et scénariste français.
- 1952 : Pauline Martin, actrice québécoise.
- 1953 : 
  - Anne-Marie Dussault, journaliste et animatrice de télévision québécoise.
  - Sara Simeoni, athlète italienne, championne olympique du saut en hauteur.
- 1954 : Trevor Francis, joueur de football anglais.
- 1956 :
  - Alois Neuhold, peintre autrichien.
  - Randy Carlyle, joueur et entraîneur canadien de hockey sur glace.
- 1957 : Bernard Montiel, animateur et comédien français.
- 1958 : Jean-Louis Calderon, journaliste français († 24 décembre 1989).
- 1960 : Frank Viola, joueur de baseball américain.
- 1961 : Spike Owen, joueur de baseball américain.
- 1962 : Al Unser Jr., pilote américain de course automobile.
- 1964 : Sviatoslav Louniov, compositeur ukrainien.
- 1965 : Natalie Dessay, artiste lyrique française.
- 1966 : 
  - Brett J. Gladman, astronome et enseignant canadien.
  - David La Haye, acteur québécois.
  - Léon Loppy, joueur de rugby à XV français.
- 1967 : Philippe Saint-André, joueur de rugby à XV puis entraîneur et sélectionneur français.
- 1968 :
  - Ashley Judd, actrice américaine.
  - Mswati III, roi du Swaziland.
- 1969 : 
  - Jesse G. James, présentateur, producteur d'émissions de télé et homme d'affaires américain.
  - Marlène Mourreau, animatrice de télévision et radio française.
- 1970 : 
  - Luis Miguel, chanteur mexicain.
  - Kelly Holmes, athlète britannique spécialiste du demi-fond, double championne olympique.
  - Daniel Riolo, journaliste français.

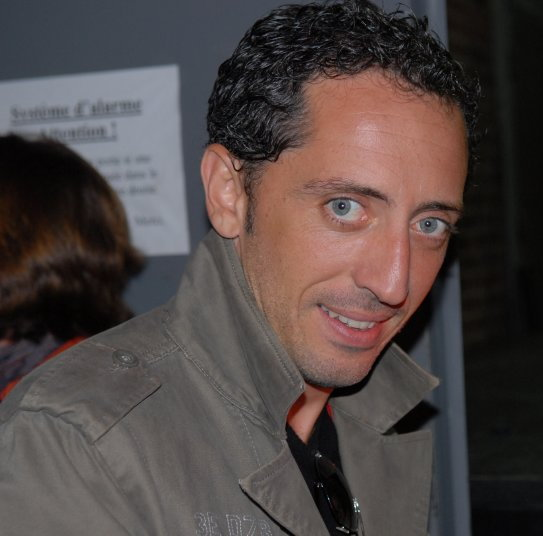
Gad Elmaleh après un spectacle à Montréal en septembre 2006

- Gad Elmaleh après un spectacle à Montréal en septembre 2006 1971 : Gad Elmaleh, comédien et humoriste franco-marocain[8].
- 1972 : Rivaldo, footballeur brésilien.
- 1973 : 
  - Geneviève Guérard, danseuse de ballet québécoise.
  - Patrice Estanguet, céiste français, médaillé olympique.
- 1974 : 
  - Marcus Ehning, cavalier de saut d'obstacles allemand.
  - Christopher Stills, chanteur franco-américain.
- 1978 :
  - James Franco, cinéaste américain.
  - Gabriel Heinze, footballeur argentin.
- 1979 : Kate Hudson, actrice et productrice américaine.
- 1980 : Amélie Goudjo, handballeuse française.
- 1981 :
  - Hayden Christensen, acteur canadien.
  - Michaël Espinho, animateur de radio belge.
  - Martin Havlat, joueur de hockey sur glace tchèque.
  - Paccelis Morlende, basketteur français.
  - Troy Polamalu, joueur de football américain.
  - Farkhunda Zahra Naderi, députée afghane.
- 1982 :
  - Bertrand Carletti, volleyeur français.
  - Sitiveni Sivivatu, joueur de rugby à XV fidjien.
- 1983 :
  - Armand Charles, basketteur français.
  - Joe Mauer, joueur de baseball américain.
- 1984 : César Jiménez, matador espagnol.
- 1985 :
  - Valon Behrami, footballeur suisse.
  - Nicolas Maurice-Belay, footballeur français.
  - Meselech Melkamu, athlète de fond éthiopienne.
- 1986 :
  - Candace Parker, basketteuse américaine.
  - Gabe Pruitt, basketteur américain.
- 1987 :
  - Joe Hart, footballeur anglais.
  - Maria Sharapova, joueuse de tennis russe.
- 1988 :
  - Garry Bocaly, footballeur français.
  - Luka Karabatic, handballeur français.
  - Haruna Kojima, chanteuse japonaise.
- 1990 :
  - Jackie Bradley, Jr., joueur de baseball américain.
  - Denys Garmash, footballeur ukrainien.
  - Tom Van Asbroeck, cycliste sur route belge.
- 1991 :
  - Kelly Olynyk, basketteur canadien.
  - Russ Smith, basketteur américain.
- 1992 : Marko Todorović, basketteur monténégrin.
- 1993 : Lia Wälti, footballeuse suisse.
- 1996 : Olivio Ordonnez dit Oli, rappeur français du duo Bigflo et Oli.
- 1998 : Patrik Laine, joueur de hockey sur glace finlandais.

## Décès

### XIesiècle
- 1012 : Alphège, archevêque de Cantorbéry victime de Vikings puis canonisé ci-après (° vers 953 ou 954).
- 1054 : Léon IX, pape (° 21 juin 1002).

### XIVesiècle
- 1390 : Robert II, roi d'Écosse (° 2 mars 1316).

### XVIesiècle
- 1560 : Philippe Melanchthon, humaniste allemand (° 16 février 1497).
- 1578 : Kenshin Uesugi, samouraï et seigneur de guerre japonais (° 18 février 1530).
- 1588 : Paul Véronèse, peintre vénitien (°C. 1528).

### XVIIesiècle
- 1608 : Thomas Sackville de Dorset, poète et homme d'État anglais (°C. 1536).
- 1621 : Elizabeth Sawyer, Anglaise condamnée à mort pour sorcellerie[9].
- 1632 : Sigismond Vasa, roi de Suède et de Pologne (° 20 juin 1566).
- 1689 : Christine, reine de Suède (° 18 décembre 1626).

### XVIIIesiècle
- 1768 : Canaletto, peintre vénitien (° 18 octobre 1697).
- 1791 : Richard Price, moraliste et philosophe irlandais (° 23 février 1723).

### XIXesiècle

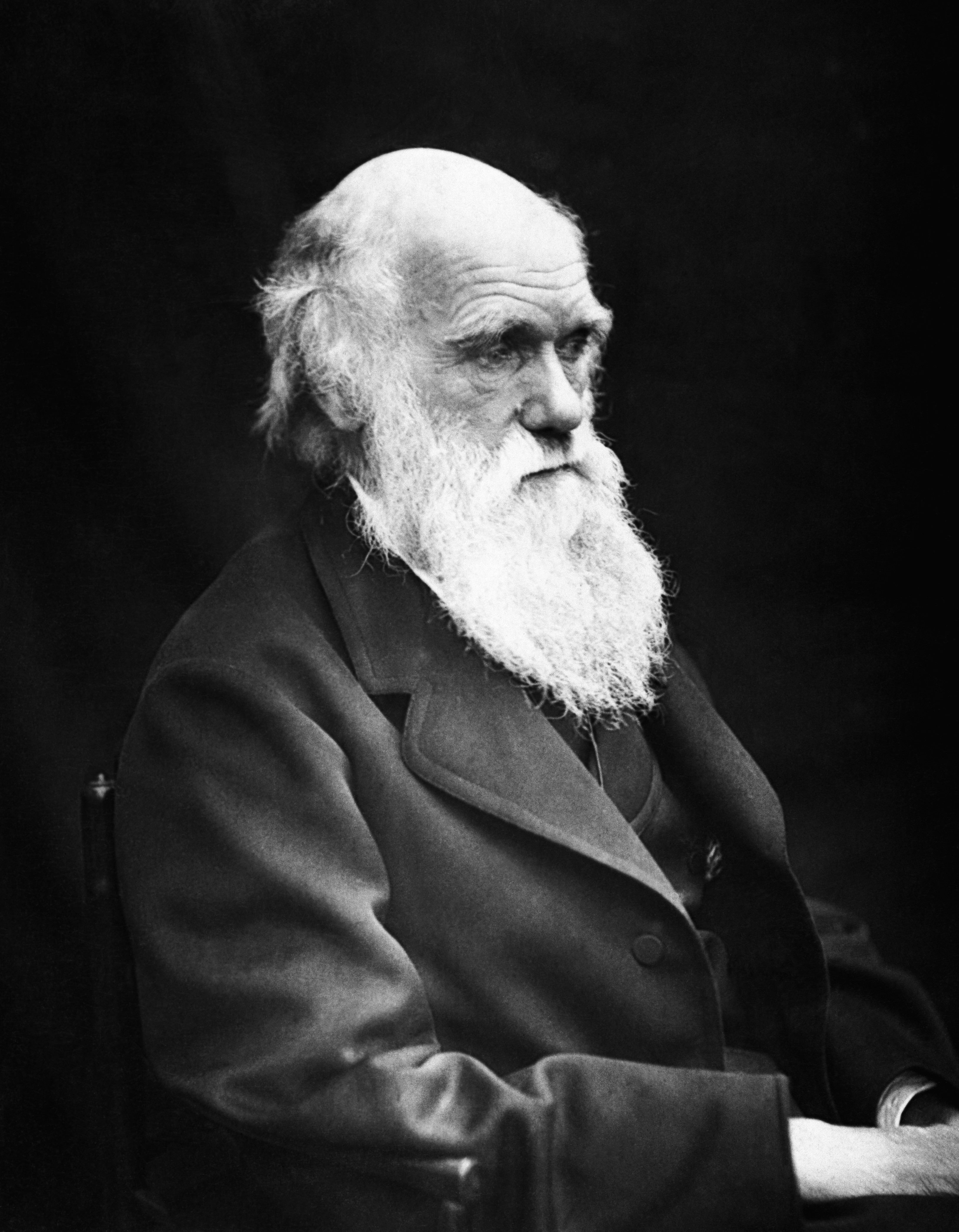
Charles Darwin en 1869

- 1824 : Lord Byron, poète britannique (° 22 janvier 1788).
- 1828 : Carlo Francesco Maria Caselli, prélat italien (° 20 octobre 1740).
- 1840 : Jean-Jacques Lartigue, prélat canadien, premier évêque du diocèse de Montréal (° 20 juin 1777).
- 1854 : Robert Jameson, naturaliste et minéralogiste britannique (° 11 juillet 1774).
- 1881 : Benjamin Disraeli, homme d'État et écrivain britannique, premier ministre britannique en 1868 et de 1874 à 1880 (° 21 décembre 1804).
- 1882 : Charles Darwin, biologiste et écrivain britannique (° 12 février 1809).
- 1886 : 
  - Gabriel Charmes, journaliste et explorateur français (° 7 novembre 1850).
  - August Wilhelm von Horn, General der Infanterie allemand (° 18 février 1800).
- 1899 : Édouard Pailleron, dramaturge, poète et journaliste français (° 17 septembre 1834).

### XXesiècle
- 1906 : Pierre Curie, physicien français, prix Nobel de physique en 1903 (° 15 mai 1859).Konrad Adenauer en 1952

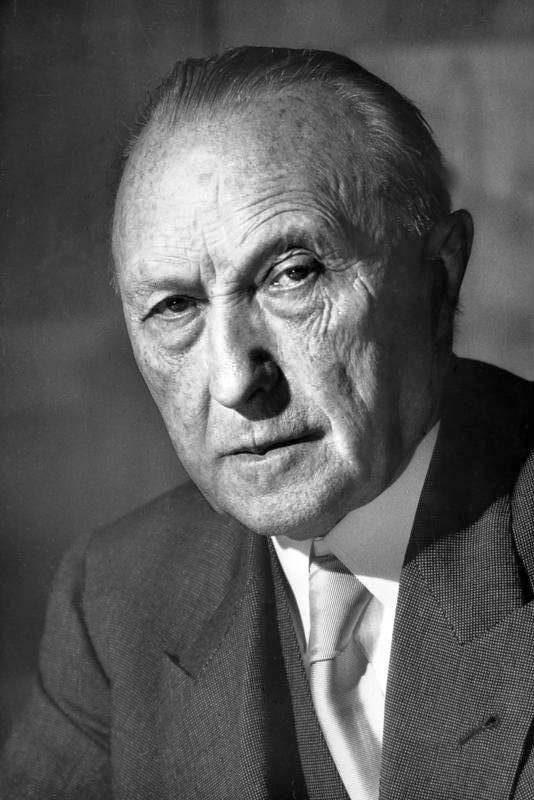
Konrad Adenauer en 1952

- 1914 : Charles Sanders Peirce, sémiologue américain (° 10 septembre 1839).
- 1942 : Oscar Auger, homme politique québécois (° 14 août 1873).
- 1945 : Albert Hermann, archéologue et géographe allemand (° 20 janvier 1886).
- 1949 : Ulrich Salchow, patineur suédois (° 7 août 1877).
- 1952 : Lucas Gridoux, comédien français (° 16 avril 1896).
- 1959 : Moichirō Maki, zoologiste japonais (° 20 février 1886).
- 1967 : Konrad Adenauer, chancelier d'Allemagne, l'un des pères fondateurs de l'Union européenne et de la réconciliation germano-française (° 5 janvier 1876).
- 1973 : Hans Kelsen, juriste américain (° 11 octobre 1881).
- 1974 : Muhammad Ayub Khan, homme d'État pakistanais, président du Pakistan de 1958 à 1969 (° 14 mai 1907).
- 1975 : Robert Aron, écrivain et académicien français (° 25 mai 1898).
- 1978 : Willy Popp, problémiste du jeu d'échecs allemand (° 28 janvier 1902).
- 1983 : Jerzy Andrzejewski, écrivain polonais (° 19 août 1909).
- 1984 : Aglaé (Jocelyne Deslongchamps dite), chanteuse québécoise (° 13 mai 1933).
- 1989 : Daphne du Maurier, romancière britannique (° 13 mai 1907).
- 1993 : David Koresh, dirigeant américain des Davidiens (° 17 août 1959).
- 1998 :
  - Armand Jammot, producteur de télévision français (° 4 avril 1922).
  - Octavio Paz, écrivain et diplomate mexicain, prix Nobel de littérature 1990 (° 31 mars 1914).
- 1999 :
  - Ragip Jashari, homme politique albanais (° 11 novembre 1961).
  - Yoko Tani, actrice japonaise puis française (° 2 août 1928).
- 2000 : Louis Applebaum, compositeur et chef d’orchestre canadien (° 3 avril 1918).

### XXIesiècle

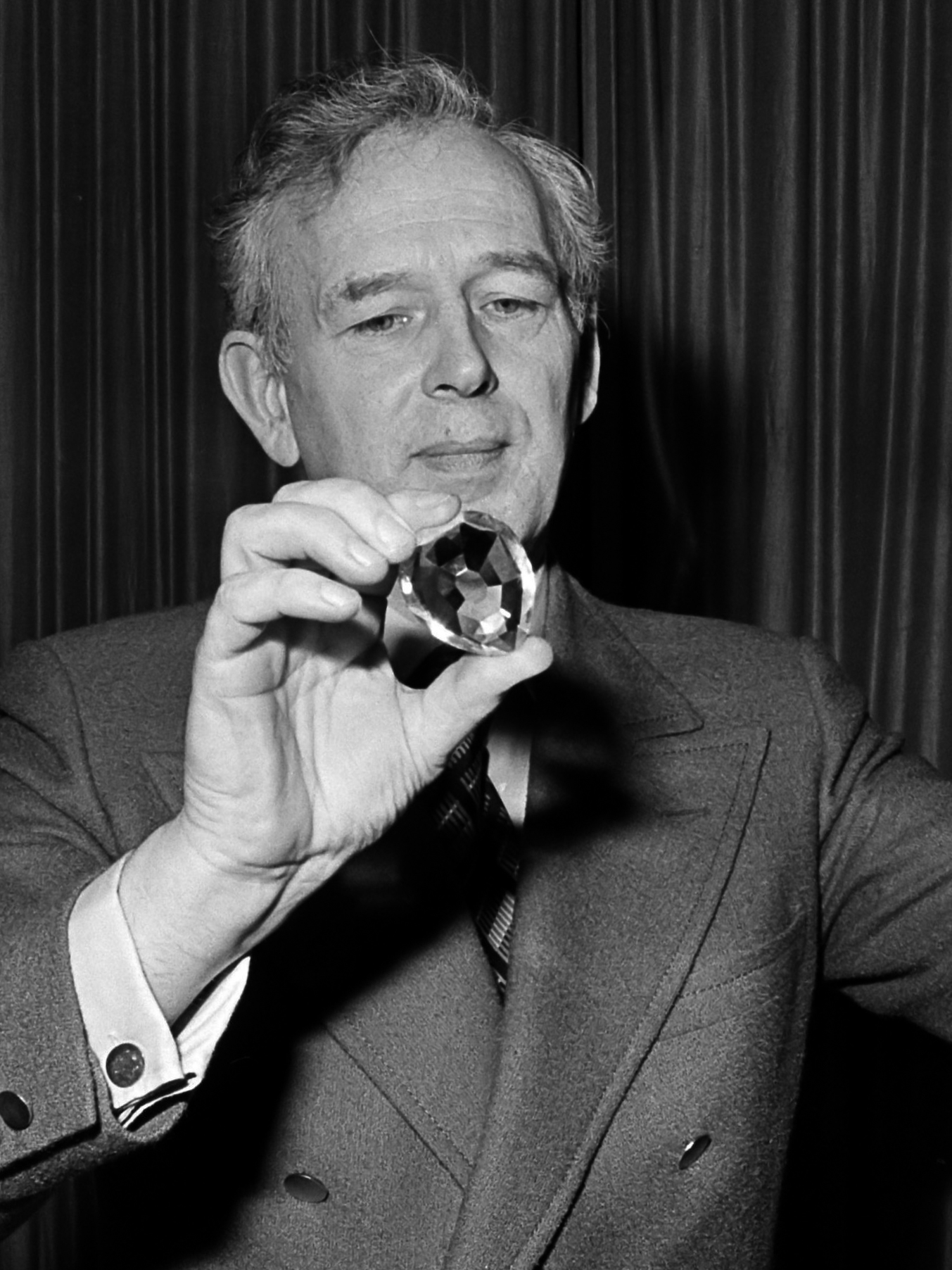
Norris McWhiter

- 2001 : André du Bouchet, poète français (° 7 mars 1924).
- 2003 : Aurelio Sabattani, prélat italien (° 18 octobre 1912).
- 2004 : 
  - Norris McWhirter (en), militant politique, auteur et éditeur anglais (° 12 août 1925).
  - Ronnie Simpson, footballeur écossais (° 11 octobre 1930).
  - John Maynard Smith, biologiste américain (° 6 janvier 1920).
- 2005 :
  - Paul Buisson, animateur de télévision canadien (° 21 juin 1963).
  - George Cosmatos, réalisateur et scénariste grec (° 4 janvier 1941).
  - Ruth Hussey, actrice américaine (° 30 octobre 1911).
  - Stan Levey, batteur de jazz américain (° 5 avril 1926).
  - Niels-Henning Ørsted Pedersen, musicien danois (° 27 mai 1946).
- 2006 :
  - Albert Scott Crossfield, pilote d'essais américain (° 2 octobre 1921).
  - Jo de Haan, cycliste sur route néerlandais (° 25 décembre 1936).
  - Ellen Kuzwayo, écrivaine et femme politique sud-africaine (° 29 juin 1914).
- 2007 :
  - Jean-Pierre Cassel, acteur et danseur français (° 27 octobre 1932).
  - Bohdan Paczyński, astronome polonais (° 8 février 1940).
- 2008 :
  - Germaine Tillion, ethnologue et résistante française (° 30 mai 1907).
  - Alfonso López Trujillo, prélat colombien (° 8 novembre 1935).
  - Constant Vanden Stock, dirigeant de football belge (° 13 juin 1914).
- 2009 :
  - J. G. Ballard (James Graham Ballard dit), écrivain britannique (° 15 novembre 1930).
  - Philippe Nicaud, acteur et chanteur français (° 27 juin 1926).
- 2010 : 
  - Guru (Keith Elam dit), rappeur américain (° 17 juillet 1961).
  - Edwin Valero, boxeur vénézuélien (° 3 décembre 1981).
- 2011 : 
  - Serge Nubret, culturiste et acteur français (° 6 octobre 1938).
  - Elisabeth Sladen, actrice britannique (° 1er février 1948).
  - Grete Waitz, marathonienne norvégienne (° 1er octobre 1953).
- 2012 : 
  - Gérard Altmann, peintre français (° 23 septembre 1923).
  - René Gaulon, footballeur puis entraîneur franco-béninois (° 7 juillet 1927).
  - Greg Ham, saxophoniste et claviériste australien du groupe Men at Work (° 27 septembre 1953).
  - Levon Helm, musicien et acteur américain (° 26 mai 1940).
  - Valeri Vassiliev, défenseur de hockey sur glace russe (° 3 août 1949).
- 2013 : Stan Vickers, athlète britannique (° 18 juin 1932).
- 2015 :
  - Richard Anthony, chanteur français (° 13 janvier 1938).
  - Sir Raymond Carr, hispaniste britannique (° 11 avril 1919).
- 2016 :
  - Patricio Aylwin, avocat et homme politique chilien, président de la république du Chili de 1990 à 1994, le premier élu de l'après-Pinochet (° 26 novembre 1918).
  - Estelle Balet, snowboardeuse suisse (° 19 décembre 1994).
  - Ronit Elkabetz, actrice, réalisatrice et scénariste israélienne (° 27 novembre 1964).
- 2017 :
  - Dick Contino, accordéoniste américain (° 17 janvier 1930).
  - Tom Fleming, athlète de fond américain (° 23 juillet 1951).
  - Aaron Hernandez, joueur de foot U.S. américain (° 6 novembre 1989).
  - Jacques Robiolles, acteur, réalisateur et producteur de cinéma français (° 6 mars 1935).
- 2018 :
  - Vladimir Liakhov, cosmonaute soviétique puis ukrainien (° 20 juillet 1941).
  - Saleh Ali al-Sammad, homme d'État yéménite (° 1er janvier 1979).
  - Agnès Valois, infirmière et religieuse française (° 30 juin 1914).
- 2020 :
  - Edmond Baraffe, footballeur français (° 19 octobre 1942).
  - Peter Beard, photographe américain (° 22 janvier 1938).
  - Cecil Bødker, écrivaine danoise surtout pour la jeunesse (° 27 mars 1927).
  - Índio, footballeur brésilien (° 1er mars 1931).
  - Sergio Onofre Jarpa, homme politique chilien (° 8 mars 1921).
  - Claude Lafortune, animateur de télévision canadien (° 5 juillet 1936).
  - Philippe Nahon, acteur français (° 24 décembre 1938).
  - Margit Otto-Crépin, cavalière de dressage franco-germanique (° 9 février 1945).
  - Delphine Serina, actrice française (° 6 mai 1970).
- 2021 : Walter Mondale, homme d'État américain (° 5 janvier 1928).
- 2022 :
  - Brad Ashford, homme politique américain (° 10 novembre 1949).
  - Elke Blumenthal, égyptologue allemande (° 25 janvier 1938).
  - Dietrich Hasse, alpiniste allemand (° 24 mars 1933).
  - Robert Lechêne, journaliste de presse français (° 23 juillet 1927).
  - Carlos Lucas, boxeur chilien (° 4 juin 1930).
  - John McKay, mathématicien britannique et canadien (° 16 juin 1939).
  - Mariano Ortiz, basketteur international portoricain (° 25 juillet 1944).
  - Sandra Pisani, hockeyeuse sur gazon australienne (° 23 janvier 1959).
- 2023 : 
  - Walter Demel, fondeur allemand (° 1er décembre 1935).
  - Yehonathan Geffen, chanteur, auteur-compositeur, traducteur, présentateur, dramaturge, journaliste, satiriste et publiciste israélien (° 22 février 1947).
  - Sylvain Lemarié, acteur et metteur en scène français (° 14 septembre 1952).
  - Moonbin, chanteur, acteur, danseur sud-coréen (° 26 janvier 1998).
  - Charles-Ferdinand Nothomb, homme politique belge (° 3 mai 1936).
  - Elena Pampoulova, joueuse de tennis bulgare puis allemande (° 17 mai 1972).
  - Richard Riordan, homme d'affaires et politique américain (° 1er mai 1930).
  - Federico Salvatore, chanteur et un artiste de cabaret italien (° 17 septembre 1959).
- 2024 :
  - Daniel Dennett, philosophe américain (° 28 mars 1942).
  - Muhammed Faris, cosmonaute syrien (° 26 mai 1951).
  - Siegfried Kirschen, arbitre de football est-allemand (° 13 octobre 1943).

## Célébrations
- Bicycle Day ou journée célébrée par les adeptes du LSD en référence à l’expérience d’Albert Hofmann découvrant l'effet de la drogue à bicyclette[10].

### Nationales
- Brésil : dia do indio[11] / journée de l'indien rappelant que les Amérindiens sont les premières nations du continent amazonien.
- Eswatini / Swaziland (Union africaine) : king's birthday[12] / anniversaire du roi commémorant la naissance supra du roi du Swaziland Mswati III puis le changement du nom de cet État.
- États-Unis :
  - Dutch-American Friendship Day / journée de l'amitié néerlando-américaine commémorant la reconnaissance des États-Unis en tant que gouvernement indépendant par les Pays-Basen 1782 (le surlendemain de l'arrivée du marin italien Verazzano au service de la France dans la baie de la future Nouvelle-Amsterdam (New York)).
  - National hanging out day[13] ou  jour de l'étendage du linge, journée écologiste en faveur du fil à étendre le linge et contre le sèche-linge plus énergivore.
- Royaume-Uni : Primrose Day (en) / journée de la primevère commémorant l'anniversaire de la mort ci-avant du premier ministre britannique victorien Benjamin Disraeli qui adorait cette fleur dont c'est la pleine saison.
- Uruguay : débarquement des trente-trois orientaux commémorant les treinta y tres orientales en 1825.

### Religieuse
- Date un temps envisagée comme d'autres par l'Église catholique pour permettre de commémorer Noël en tant que Nativité du Christ, au lieu du quasi-solstice d'hiver / 25 décembre finalement choisi et entré dans les mœurs.

### Saints des Églises chrétiennes

#### Saints des Églises catholiques et orthodoxes
Référencés ci-après in fine, :
- Crescent († 396), sous-diacre de saint Zénobe de Florence.
- Expédit († 303) et ses compagnons, soldats romains martyrs à Mélitène.
- Georges d'Antioche († 818), évêque d'Antioche de Pisidie.
- Gérold de Saxe († 978), ermite en Suisse[16].
- Gestin († VIe siècle), ermite à Plestin-les-Grèves.
- Jean le Paléolaurite († IXe siècle), moine.
- Mappalique († 250), martyr à Carthage.
- Marthe de Perse († 341), vierge et martyre en Perse sous Shapur II.
- Théodore de Perge († IIe siècle), martyr.
- Timon († Ier siècle), un des sept premiers diacres, martyr à Corinthe.
- Vincent de Collioure († 303), martyr à Collioure.

#### Saints et bienheureux des Églises catholiques
Référencés ci-après in fine :
- Alphège de Cantorbéry († 1012), archevêque de Cantorbéry, martyr à Greenwich.
- Bernard le Pénitent († 1182), bienheureux moine bénédictin à l'abbaye Saint-Bertin.
- Conrad d'Ascoli († 1289), bienheureux religieux franciscain.
- James Duckett († 1602), bienheureux laïc anglais libraire de profession et martyr à Tyburn.
- Léon IX († 1054), 150e pape de 1049 à 1054.
- Pedro de Gante († 1572), bienheureux religieux franciscain flamand.
- Vernier de Rhénanie († 1287), martyr.

#### Saints orthodoxes
Outre les saints œcuméniques voire pré-schismatiques ci-avant (aux dates parfois "juliennes" / orientales)...
- Agathange († 1819), martyr.
- Syméon de Philothéou († 1594), moine.

### Prénoms du jour
Bonne fête aux Emma et ses variantes : Ema ou Ima (les Ida et Itta étant fêtées six jours plus tôt lors des ides d'avril les 13 avril, les Ella les 1er février).
Et bonne fête aussi aux :
- Arouestl,
- Timon,
- Verny et ses variantes ou dérivés : Garnier, Varnier, Verner, Verney, Vernier, Werner, etc.

## Traditions et superstitions

### Dictons
- « À la sainte-Léonide, chaque blé pousse rapide. »
- « Sainte Emma prend la dernière neige de l'an. »

### Astrologie
- Signe du zodiaque : 30e et avant-dernier jour du signe astrologique du Bélier.

## Toponymie
- Les noms de plusieurs voies, places, sites ou édifices de pays ou de régions francophones contiennent cette date sous différentes graphies en référence à des événements survenus à cette même date : voir Dix-Neuf-Avril .